# Árnafjørður
Árnafjørður est une ville des îles Féroé, qui se trouve sur l'île de Borðoy, et plus précisément dans la municipalité de Klaksvík. La population d'Árnafjørður est de 59 habitants.